# Krasnoludek i madame
Krasnoludek i madame, Krasnoludek i pani (duń. Nissen og Madamen, współ. duń. Nissen og madammen) – baśń literacka autorstwa Hansa Christiana Andersena, wydana po raz pierwszy w grudniu 1867 roku.
W folklorze duńskim każdy dom ma swojego krasnoludka. Ubrany w prosty strój chłopski i czerwoną czapkę opiekuje się domem, ale może też psocić, szczególnie gdy nie dostanie w Boże Narodzenie swojej miski z kaszą i masłem. W baśni autor ironizuje z nienawiści do Niemców obecnej wśród Duńczyków po klęskach w wojnach o Szlezwik-Holsztyn w połowie XIX wieku.

## Publikacja
Baśń literacka pt. Krasnoludek i madame, napisana przez Hansa Christiana Andersena, została po raz pierwszy opublikowana w Kopenhadze przez wydawcę C. A. Reitzela w Kalendarzu ludowym dla Danii. 1868 (duń. Folkekalender for Danmark. 1868) wydanym w grudniu 1867 roku z ilustracjami Carla Bøgha. Utwór wznowiono za życia pisarza 12 grudnia 1871 roku w antologii Baśnie i opowieści. Tom czwarty. 1871 (duń. Eventyr og Historier. Fjerde Bind. 1871).

## Przekłady na język polski
Baśń o Krasnoludku i madame była tłumaczona na język polski:
- 1931 – Krasnoludek i pani: Stefania Beylin (tłum.): Baśnie. Warszawa. Brak numerów stron w książce
- 2006 – Krasnoludek i madame: Bogusława Sochańska (tłum.): Baśnie i opowieści. Tom III 1862–1873. Poznań. s. 154–157. ISBN 978-83-7278-194-9. (z oryginału duńskiego)

## Fabuła
Żona ogrodnika jest oczytana i pisze wiersze. Siostrzeniec ogrodnika, który u niego przebywa z wizytą, student seminarium nauczycielskiego, docenia talent ciotki. Małżonkowie bardzo się kochają. Żona rozmawia z krewnym męża o pięknie stworzenia. Prawią sobie komplementy. Rozmowie przysłuchuje się mieszkający w kuchni krasnoludek. Niezbyt ceni sobie panią domu, bo ta nie wystawia dla niego miski z kaszą w Boże Narodzenie. Kobieta nie wierzy w istnienie krasnoludka. Malec planuje serię psikusów. Otwiera dla kota spiżarnię, by ten mógł lizać śmietanę. Kobieta i seminarzysta wyrażają opinię, że należy usunąć z duńskiego wszelką niemczyznę. Dzieli się z młodzieńcem swoimi poezjami zapisanymi w zielonym zeszycie. Student czyta na głos wiersz o krasnoludku, który go słyszy. Okazuje się, że gospodyni wie o jego istnieniu. Krasnal jest zadowolony, a kot zaczyna mieć go za łasego na komplementy.

## Galeria

Ilustracje baśni Krasnoludek i madame
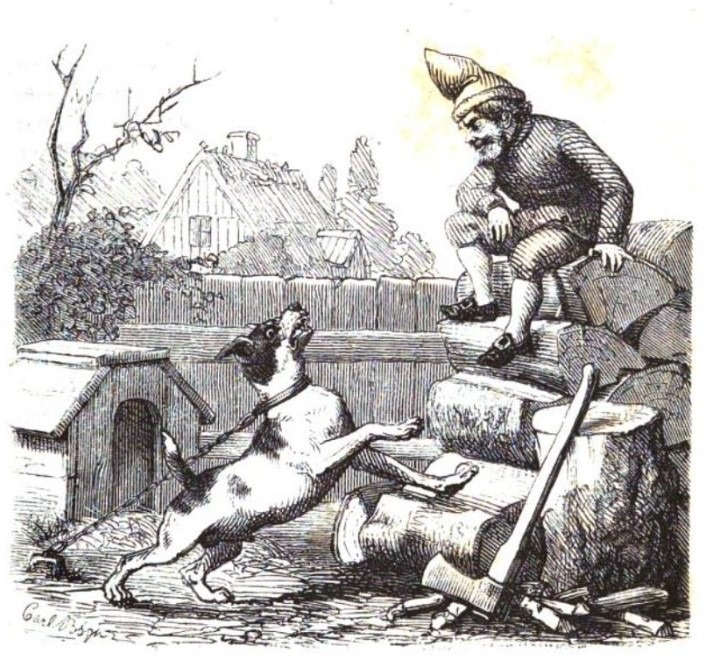
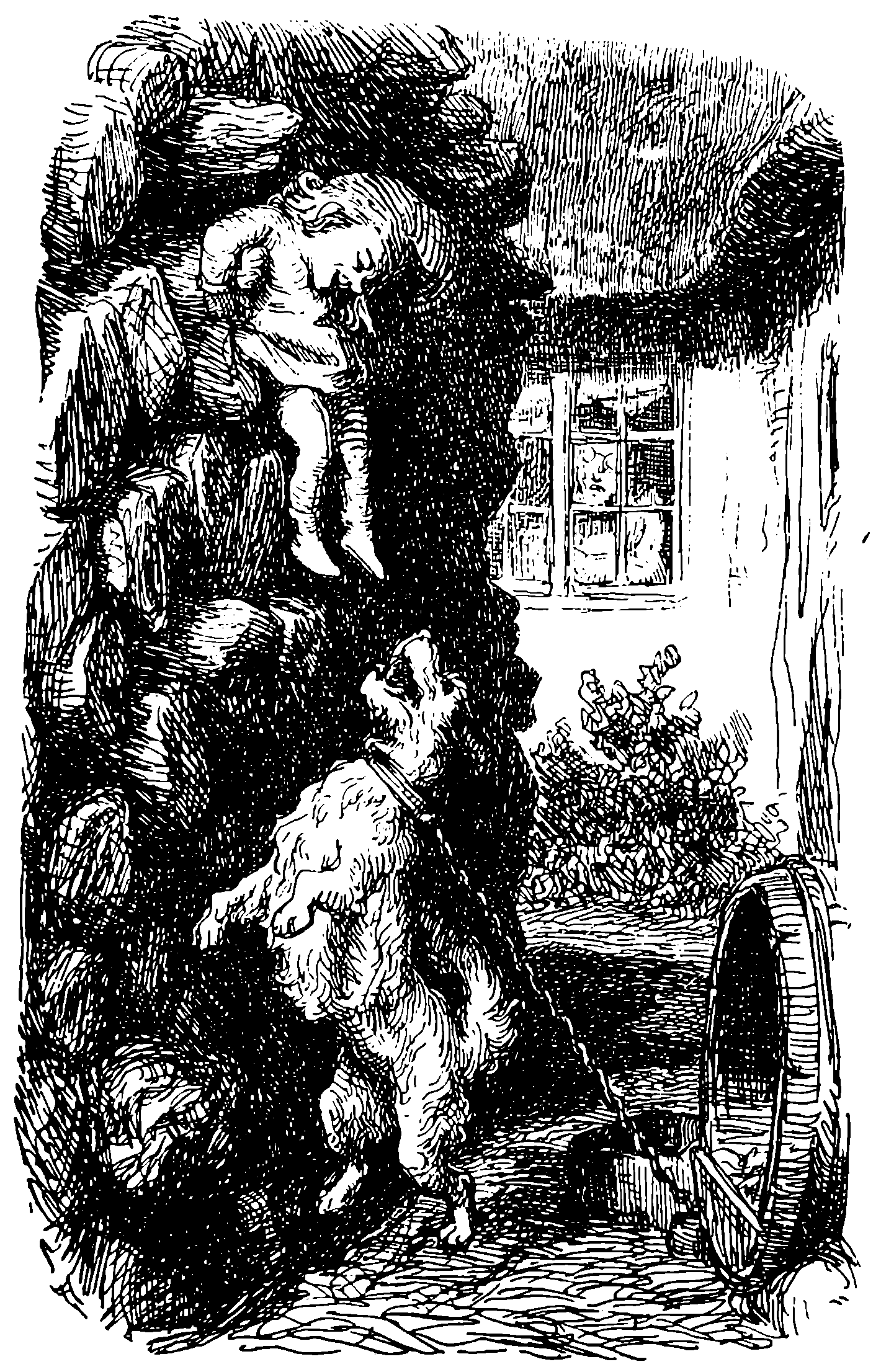